# Хоружівка (Лубенський район)
Хору́жівка — село в Україні, у Новооржицькій селищній громаді Лубенського району Полтавської області. Населення становить 245 осіб. Колишній орган місцевого самоврядування — Вишнева сільська рада.

## Географія
Село Хоружівка знаходиться за 3 км від правого берега річки Сліпорід, за 1,5 км від села Вишневе.

## Історія
12 червня 2020 року, відповідно до розпорядження Кабінету Міністрів України № 721-р «Про визначення адміністративних центрів та затвердження територій територіальних громад Полтавської області», село увійшло до складу Новооржицької селищної громади.
19 липня 2020 року, в результаті адміністративно - територіальної реформи та ліквідації Оржицького району, село увійшло до складу новоутвореного Лубенського району.

## Політика

### Парламентські вибори, 2019
На позачергових парламентських виборах 2019 року у селі функціонувала окрема виборча дільниця № 530666, розташована у приміщенні будинку механізатора.
Результати
- зареєстровано 135 виборців, явка 63,70%, найбільше голосів віддано за «Слугу народу» — 53,49%, за Радикальну партію Олега Ляшка — 27,91%, за Всеукраїнське об'єднання «Батьківщина» і «Голос» — по 5,81%.[3] В одномандатному окрузі найбільше голосів отримала Анастасія Ляшенко (Слуга народу) — 20,93%, за Олексія Баганця (Всеукраїнське об'єднання «Батьківщина») — 16,28%, за Ігоря Лінчевського (самовисування) — 15,12%[4].

## Пам'ятки
- Пам'ятний знак[d] полеглим воїнам-односельчанам;

## Відомі люди
- Петрик Алла Павлівна — депутат Верховної Ради УРСР 8-9-го скликань.